# Tepidimonas ignava
Tepidimonas ignava es una bacteria gramnegativa del género Tepidimonas. Fue descrita en el año 2000, es la especie tipo. Su etimología hace referencia a perezosa. Es aerobia y móvil por flagelo polar. Tiene un tamaño de 0,5-1 μm de ancho por 1-2 μm de largo. Forma colonias no pigmentadas tras 60 horas de incubación. Temperatura de crecimiento entre 35-65 °C, óptima de 50-55 °C. Catalasa y oxidasa positivas. Se ha aislado de fuentes termales en Portugal. 